# 圖勒縣 (蒙大拿州)
圖勒縣（英語：Toole County）是美國蒙大拿州北部的一個縣，北鄰加拿大艾伯塔省。面積5,040平方公里。根据美國2000年人口普查，共有人口5,267人。治所謝爾貝 (Shelby)。
成立於1914年5月7日。縣名紀念首任州長約瑟·圖勒 (Joseph K. Toole)。